# Harpalus inexspectatus
Harpalus inexspectatus is een keversoort uit de familie van de loopkevers (Carabidae). De wetenschappelijke naam van de soort is voor het eerst geldig gepubliceerd in 1989 door Boris Mikhailovich Kataev.